# Чернівська сільська рада (Березівський район)
Черні́вська сільська́ ра́да — орган місцевого самоврядування Андрієво-Іванівської сільської громади в Березівському районі Одеської області. Утворена в 1922 році.
5 лютого 2025 року Андрієво-Іванівська сільська рада змінила назву та стала Чернівською сільською радою.

## Склад ради
Рада складається з 16 депутатів та голови.
- Голова ради: Тритишний Сергій Борисович
- Секретар ради: Таранюк Надія Гаврилівна

### Керівний склад попередніх скликань
| Прізвище, ім'я, по батькові | Основні відомості                                                         | Дата обрання | Дата звільнення |
| --------------------------- | ------------------------------------------------------------------------- | ------------ | --------------- |
| Тритишний Сергій Борисович  | Сільський голова, 1965 року народження, освіта вища, безпартійний         | 26.03.2006   | 31.10.2010      |
| Тритишний Сергій Борисович  | Сільський голова, 1965 року народження, освіта вища, член Партії регіонів | 31.10.2010   |                 |

Примітка: таблиця складена за даними сайту Верховної Ради України

### Депутати
За результатами місцевих виборів 2010 року депутатами ради стали:

#### За суб'єктами висування
| Суб'єкт висування                                       | Кількість обраних депутатів | %    |
| ------------------------------------------------------- | --------------------------- | ---- |
| Партія регіонів                                         | 6                           | 37,5 |
| Самовисування                                           | 5                           | 31,3 |
| Політична партія Всеукраїнське об'єднання «Батьківщина» | 4                           | 25   |
| Народна партія                                          | 1                           | 6,3  |